# Řád lebky

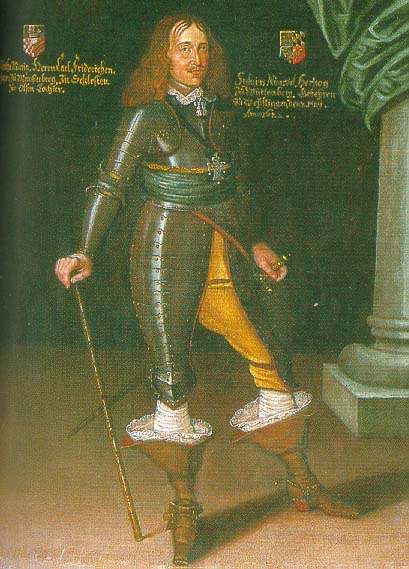
Portrét Silvia Nimroda, zakladatele řádu

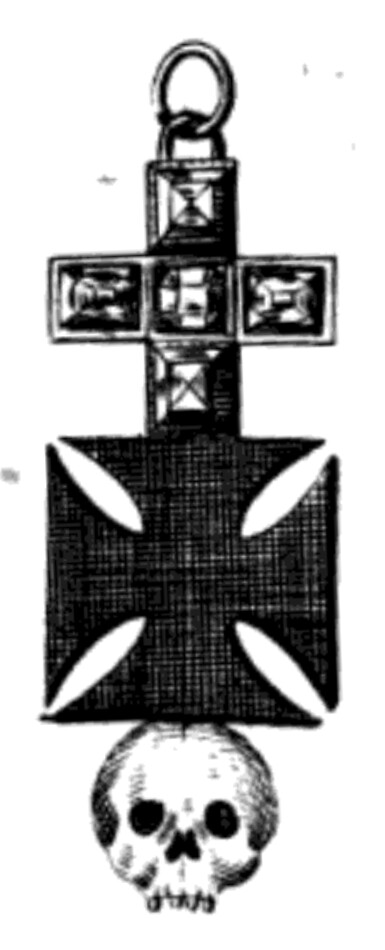
Řád lebky

Řád lebky (německy Herzoglich Württemberg-Oelssischer Ritterorden vom Totenkopf) byl světský rytířský řád založený v roce 1652 knížetem Silviem Nimrodem Württembersko-Olešnickým. Jedná se o jeden z mála řádů, které vznikly a působily v zemích Koruny české.
Kníže se oženil roku 1647 s Alžbětou Marií z Poděbrad, kněžnou olešnickou ve Slezsku a vládl s ní nad touto zemí, která byla součástí zemí Koruny české. Byl pod vlivem rosekruciánů a jako svého dvorního lékaře měl známého mystika Johannese Schefflera zvaného Angelus Silesius. Oba manželé byli společně velkopřevorem a velkopřevorkou řádu.
Rytíři i dámy řádu měli meditovat nad "tajemstvími Boha a přírody" a jejich heslem bylo Memento mori (pamatuj na smrt). Symbolem řádu byla stříbrná lebka na zlaté, černě emailované smyčce s heslem Memento mori. Rytíři nosili na levé ruce prsten s lebkou. Vstupem do manželství se novomanželka rytíře stala řádovou dámou.
Řád zanikl po smrti zakladatele v roce 1664, ale roku 1709 jej obnovila jeho vnučka Luise Elisabeth von Sachsen-Merseburg jako dámský řád. Řád opětovně zanikl v polovině 18. století.